# Liste europäischer Nachbarstaaten
Die Liste europäischer Nachbarstaaten gibt für alle 47 Staaten Europas an, mit wie vielen und welchen Staaten sie über Staatsgrenzen benachbart sind.
Sowohl historisch als auch heute sind auch in Europa bei direkt benachbarten Staaten politische, wirtschaftliche und kulturelle Beziehungen einerseits intensiver und enger miteinander verflochten, andererseits die Risiken für Konflikte und Auseinandersetzungen höher und vielfältiger als bei indirekt benachbarten oder weiter entfernt liegenden Staaten.

## Nachbarstaaten von europäischen Staaten nach Alphabet

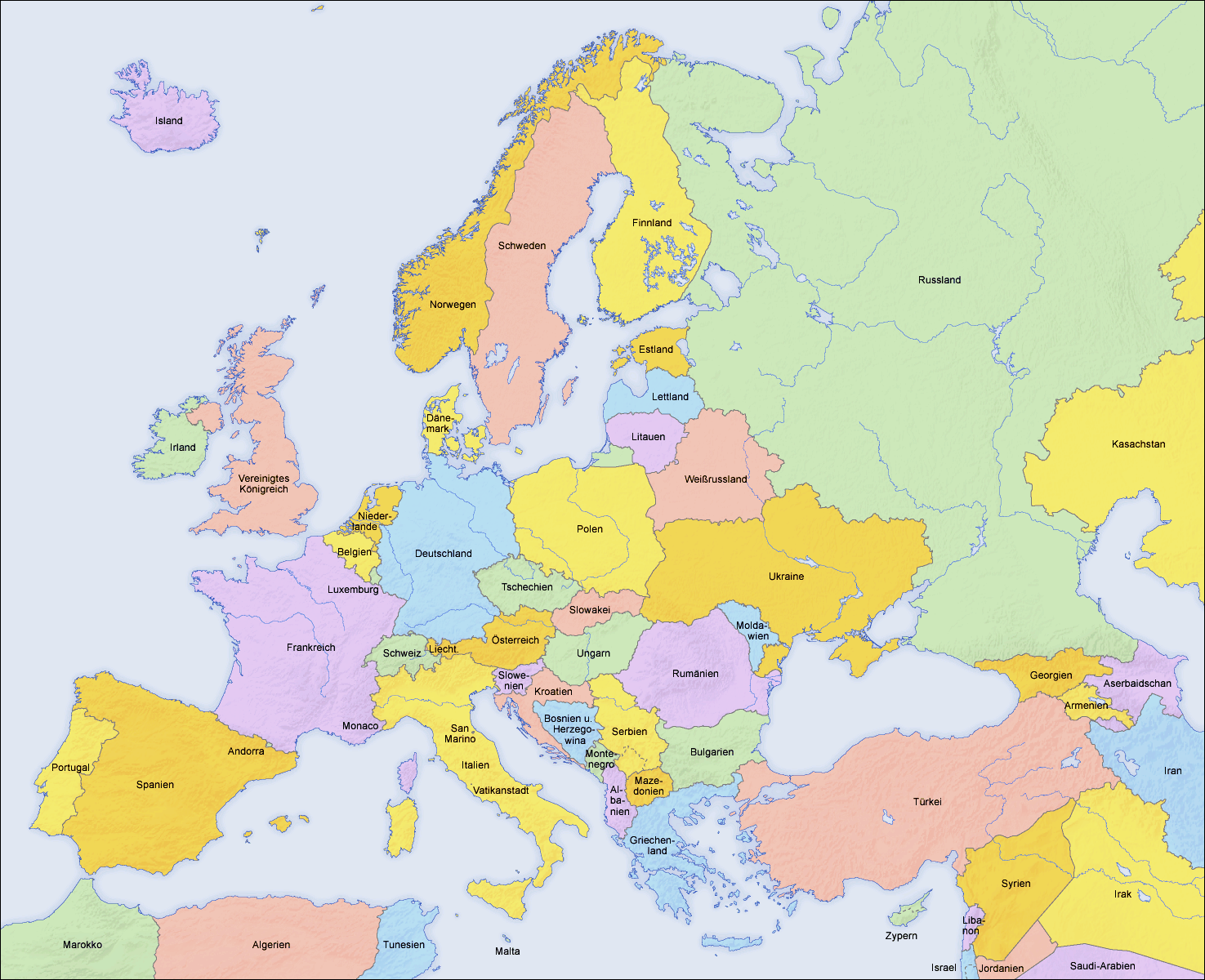
Politische Karte Europas

- Albanien: Griechenland, Nordmazedonien, Montenegro, Kosovo
- Andorra: Frankreich, Spanien
- Belarus: Lettland, Litauen, Polen, Russland, Ukraine
- Belgien: Deutschland, Frankreich, Luxemburg, Niederlande
- Bosnien und Herzegowina: Kroatien, Montenegro, Serbien
- Bulgarien: Griechenland, Nordmazedonien, Rumänien, Serbien, Türkei
- Dänemark: Deutschland. Brücke zu Schweden.
Außerhalb Europas: Kanada durch die auf der Hans-Insel gezogene Grenze zwischen Kanada und Grönland
- Deutschland: Belgien, Dänemark, Frankreich, Luxemburg, Niederlande, Österreich, Polen, Schweiz, Tschechien
- Estland: Lettland, Russland
- Finnland: Norwegen, Russland, Schweden
- Frankreich: Andorra, Belgien, Deutschland, Italien, Luxemburg, Monaco, Schweiz, Spanien
Außerhalb Europas: Brasilien und Suriname (durch Französisch-Guayana in Südamerika) sowie Niederlande (durch Saint-Martin in der Karibik)
- Griechenland: Albanien, Bulgarien, Nordmazedonien, Türkei
- Irland: Vereinigtes Königreich (durch Nordirland)
- Island (Insel)
- Italien: Frankreich, Österreich, San Marino, Schweiz, Slowenien, Vatikanstadt
- Kosovo: Albanien, Nordmazedonien, Serbien, Montenegro
- Kroatien: Bosnien und Herzegowina, Montenegro, Slowenien, Serbien, Ungarn
- Lettland: Belarus, Estland, Litauen, Russland
- Liechtenstein: Österreich, Schweiz
- Litauen: Belarus, Lettland, Polen, Russland
- Luxemburg: Belgien, Deutschland, Frankreich
- Malta (Insel)
- Moldau: Rumänien, Ukraine
- Monaco: Frankreich
- Montenegro: Albanien, Bosnien und Herzegowina, Kosovo, Kroatien, Serbien
- Niederlande: Belgien, Deutschland
Außerhalb Europas: Frankreich (durch Sint Maarten in der Karibik)
- Nordmazedonien: Albanien, Bulgarien, Griechenland, Kosovo, Serbien
- Norwegen: Finnland, Russland, Schweden
- Österreich: Deutschland, Italien, Liechtenstein, Schweiz, Slowakei, Slowenien, Tschechien, Ungarn
- Polen: Belarus, Deutschland, Litauen, Russland, Slowakei, Tschechien, Ukraine
- Portugal: Spanien
- Rumänien: Bulgarien, Moldau, Serbien, Ukraine, Ungarn
- Russland: Europäische Nachbarn: Belarus, Estland, Finnland, Lettland, Litauen, Norwegen, Polen, Ukraine
Asiatische Nachbarn: Aserbaidschan, Georgien, Kasachstan, Mongolei, Nordkorea, Volksrepublik China
- San Marino: Italien
- Schweden: Finnland, Norwegen. Brücke zu Dänemark.
- Schweiz: Deutschland, Frankreich, Italien, Liechtenstein, Österreich
- Serbien: Bosnien und Herzegowina, Bulgarien, Kosovo, Kroatien, Nordmazedonien, Montenegro, Rumänien, Ungarn
- Slowakei: Österreich, Polen, Tschechien, Ukraine, Ungarn
- Slowenien: Italien, Kroatien, Österreich, Ungarn
- Spanien: Andorra, Frankreich, Portugal, Vereinigtes Königreich (durch Gibraltar)
Außerhalb Europas: Marokko (durch Ceuta und Melilla)
- Tschechien: Deutschland, Österreich, Polen, Slowakei
- Türkei: Europäische Nachbarn: Bulgarien, Griechenland
Asiatische Nachbarn: Armenien, Aserbaidschan, Georgien, Irak, Iran, Syrien
- Ukraine: Belarus, Moldau, Polen, Rumänien, Russland, Slowakei, Ungarn
- Ungarn: Kroatien, Österreich, Rumänien, Serbien, Slowakei, Slowenien, Ukraine
- Vatikanstadt: Italien
- Vereinigtes Königreich: Irland (durch Nordirland)
Sonstige Grenzen: Frankreich (durch den Eurotunnel), Spanien (durch Gibraltar)

## Nachbarstaaten von europäischen Staaten nach Anzahl (absteigend)
- 14 Nachbarstaaten: Russland
- 9 Nachbarstaaten: Deutschland
- 8 Nachbarstaaten: Österreich, Serbien, Türkei, Frankreich
- 7 Nachbarstaaten: Polen, Ukraine, Ungarn
- 6 Nachbarstaaten: Italien
- 5 Nachbarstaaten: Belarus, Bulgarien, Kasachstan*, Kroatien, Rumänien, Schweiz, Slowakei, Spanien
- 4 Nachbarstaaten: Albanien, Belgien, Griechenland, Kosovo, Lettland, Litauen, Nordmazedonien, Montenegro, Slowenien, Tschechien
- 3 Nachbarstaaten: Bosnien und Herzegowina, Finnland, Luxemburg, Norwegen, Schweden
- 2 Nachbarstaaten: Andorra, Dänemark, Estland, Liechtenstein, Moldau, Niederlande
- 1 Nachbarstaat: Irland, Monaco, Portugal San Marino, Vatikanstadt, Vereinigtes Königreich
- Keine Nachbarstaaten: Island, Malta

* Etwa 5,4 % der Staatsfläche Kasachstans werden dem äußersten Osteuropa zugerechnet.